# 伊格纳茨·贝恩达纳
伊格纳茨·贝恩达纳（德語：Ignaz Berndaner，1954年7月4日—），德国男子冰球运动员。他曾代表西德参加1976年和1984年冬季奥林匹克运动会冰球比赛，其中1976年奥运会获得一枚铜牌。